# Anita Pointer
Anita Marie Pointer, född 23 januari 1948 i Oakland, Kalifornien, död 31 december 2022 i Los Angeles, Kalifornien, var en amerikansk sångerska, känd som medlem i The Pointer Sisters. 
Hon gick med i gruppen 1969 efter det att hennes systrar Bonnie Pointer och June Pointer bildat den tidigare samma år och blev kvar till 2015, då hon lämnade gruppen av hälsoskäl. År 1987 spelade hon in soloalbumet Love for What It Is.
År 2011 fick Anita Pointer cancer men turnerade med gruppen året därpå. År 2020 skrev Pointer en bok tillsammans med sin bror Fritz Pointer, Fairytale. Samma år skrev hon tillsammans med sin syster Bonnie Pointer en låt tillägnad systern June Pointer, "Feels Like June".